# Bridewell Palace
Bridewell Palace, a Londra, in origine una residenza di Enrico VIII, divenne in seguito un ospizio per poveri e una prigione. Il suo nome in Inghilterra e Irlanda è diventato sinonimo di stazione di polizia e prigione.
Fu costruito sul sito della medievale St Bride's Inn al costo di 39 000 sterline per Enrico VIII, che visse nel palazzo dal 1515 al 1523. Situato sulle sponde del fiume Fleet, doveva il suo nome a un vicino pozzo dedicato a Santa Brigida. La delegazione papale ebbe nel palazzo incontri preliminari nel 1528 per discutere il divorzio del re da Caterina d'Aragona. Progetto caro al Cardinale Thomas Wolsey, fu abbandonato dal re dopo la caduta di Wolsey nel 1530. Fu dato in prestito all'ambasciatore francese dal 1531 al 1539.
Nel 1553, Edoardo VI cedette il palazzo alla City of London per ospitarvi i bambini senzatetto e per la punizione delle "donne problematiche". La City ebbe il pieno possesso del Palazzo nel 1556 e lo trasformò in prigione, ospedale e in sede di laboratori.
In seguito il sito del Bridewell Palace divenne una scuola note come Bridewell Royal Hospital. Gran parte del palazzo venne distrutta dal Grande incendio di Londra e ricostruita nel 1666–1667. Nel 1700 divenne la prima prigione con personale medico. La prigione fu chiusa nel 1855 e gli edifici demoliti nel 1863–1864: la scuola si trasferì nel Surrey e cambiò il suo nome in King Edward's School, Witley.
Il portone originale, con un ritratto di Edoardo VI, è incorporato nella facciata di un palazzo per uffici al 19 di New Bridge Street. L'area del palazzo si estende da quel punto verso sud lungo il lato ovest della strada fino al Crowne Plaza Hotel e all'edificio della Unilever (costruito nel 1931), che si trova sull'angolo del Watergate, l'antico ingresso fluviale al palazzo, presso la confluenza Fleet-Tamigi.

## Evoluzione del termine Bridewell

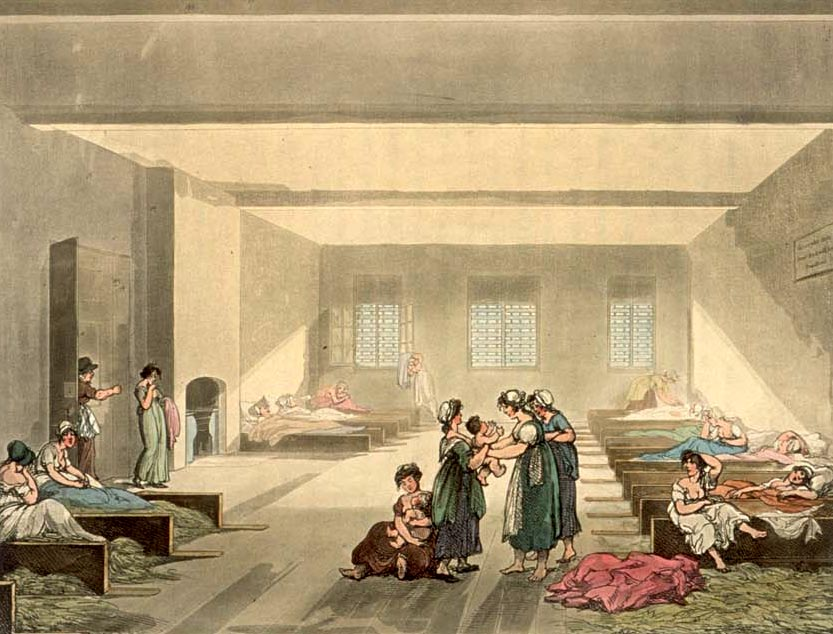
La Pass Room di Bridewell dal Microcosm of London di Ackermann (1808–1811), disegno di Thomas Rowlandson e Augustus Pugin. Al tempo i poveri provenienti da fuori Londra trattenuti dalle autorità potevano essere imprigionati per sette giorni prima di essere rimandati nelle parrocchie d'origine. Ackermann si riferisce alla stanza usata nel palazzo come "una classe di femmine misere" tra i poveri; presumibilmente menzionando l'esistenza di madri non sposate secondo lui inaccettabili

Il nome 'Bridewell' fu adottato per altre prigioni della città, tra cui la Clerkenwell Bridewell (aperta nel 1615) e la Tothill Fields Bridewell a Westminster.
Istituzioni simili in Inghilterra, Irlanda e Canada portavano lo stesso nome, tanto da diventare sinonimo di luogo di detenzione, di solito annesso al tribunale, come a Nottingham, Leeds, Gloucester, Bristol, Dublino e Cork.